# Raquel Tamarit i Iranzo
Raquel Tamarit i Iranzo (Sueca, 31 de maig de 1978) és una política valenciana. Va ser consellera d'Educació, Cultura i Esport de la Generalitat Valenciana en substitució de Vicent Marzà des del maig de 2022, en la X Legislatura. Abans havia estat Secretària autonòmica de Cultura i Esport des de 2019 i alcaldessa de la seua ciutat (2015-2019)

## Biografia
Tamarit és diplomada en magisteri. Va iniciar la seua activitat docent l'any 2000 a diversos centres de Catalunya i el País Valencià. El 2005 accedeix al sistema públic educatiu valencià i 5 anys més tard va aconseguir la seua plaça de funcionària al centre d'educació primària El Perelló de Sueca (la Ribera Baixa) en l'especialitat d'anglés.
En l'àmbit polític, Raquel Tamarit va començar la seua militància al sindicat estudiantil valencianista Bloc d'Estudiants Agermanats (BEA) i l'any 1997 es va afiliar a Unitat del Poble Valencià, partit originari del Bloc Nacionalista Valencià i posterior Més-Compromís on actualment milita.
Va ser triada regidora de Sueca per primera vegada a les eleccions municipals de 2007, i va gestionar les àrees d'educació i joventut al govern local presidit per Joan Baldoví, a qui va donar relleu a les eleccions de 2015 al capdavant de la formació, tot recuperant l'alcaldia. A les eleccions municipals de 2019 va repetir com a cap de llista i aconseguí ser la candidata més votada però un pacte entre el PSPV-PSOE, PP i Ciutadans l'apartà de l'alcaldia.
És aleshores, el juliol de 2019, quan el conseller Vicent Marzà la va nomenar Secretària Autonòmica de Cultura i Esport, i va deixar el consistori suecà. El maig de 2022 el va substituir com a consellera d'Educació, Cultura i Esports de la Generalitat Valenciana al govern presidit pel socialista Ximo Puig.